# Michel Dernies
Michel Dernies (Nijvel, 6 juni 1961) is een voormalig Belgisch wielrenner. Dernies was beroepsrenner van 1983 tot en met 1995 en behaalde in totaal 12 overwinningen. Zijn belangrijkste wedstrijd die hij won was de Rund um den Henninger-Turm in 1988.
Sinds 1994 is hij schepen van Sport en Jeugd in Tubeke.

## Belangrijkste overwinningen
1983
- 2e rit Ronde van Europa

1988
- Rund um den Henninger-Turm

1990
- 3e etappe Kellogg's Tour of Britain
- Eindklassement Kellogg's Tour of Britain

## Resultaten in voornaamste wedstrijden
| Jaar | Ronde van Italië | Ronde van Frankrijk | Ronde van Spanje |
| ---- | ---------------- | ------------------- | ---------------- |
| 1983 |                  |                     |                  |
| 1984 |                  |                     |                  |
| 1985 |                  | 96e                 |                  |
| 1986 |                  | 113e                |                  |
| 1987 |                  | 115e                |                  |
| 1988 |                  |                     |                  |
| 1989 |                  | 108e                |                  |
| 1990 |                  | 58e                 |                  |
| 1991 |                  | 105e                |                  |
| 1992 | 84e              | 106e                |                  |
| 1993 | 125e             | 116e                |                  |
| 1994 | 81e              | 104e                |                  |
| 1995 |                  |                     |                  |

| Jaar | Milaan-San Remo | Gent-Wevelgem | Ronde van Vlaanderen | Parijs-Roubaix | Amstel Gold Race | Luik-Bast.‑Luik | Parijs-Brussel | Rund um den Henninger-Turm |  | WK op de weg |  | Wereldranglijsten |
| ---- | --------------- | ------------- | -------------------- | -------------- | ---------------- | --------------- | -------------- | -------------------------- |  | ------------ |  | ----------------- |
| 1983 |                 |               |                      |                |                  |                 | 32e            |                            |  |              |  |                   |
| 1984 |                 | 44e           |                      | 37e            |                  | 24e             |                | 12e                        |  |              |  |                   |
| 1985 |                 | 36e           |                      |                |                  | 73e             | 43e            |                            |  |              |  |                   |
| 1986 |                 |               |                      |                |                  | 44e             |                | 31e                        |  |              |  |                   |
| 1987 | 145e            | 118e          |                      |                |                  |                 |                |                            |  |              |  |                   |
| 1988 | 92e             | 14e           | 27e                  |                | 18e              | ↑               | 19e            | Goud                       |  |              |  | 11e (UWB)         |
| 1989 |                 |               | 47e                  |                |                  |                 | 67e            | 15e                        |  |              |  |                   |
| 1990 |                 |               | 32e                  |                | 26e              | 20e             | Zilver         |                            |  | 37e          |  |                   |
| 1991 | 35e             |               | 51e                  |                | 53e              | 32e             | 92e            | 11e                        |  | 37e          |  |                   |
| 1992 |                 |               |                      |                | 36e              | 30e             |                |                            |  |              |  |                   |
| 1993 |                 |               |                      |                |                  |                 |                |                            |  |              |  |                   |
| 1994 |                 | 48e           |                      |                | 41e              | 61e             | 68e            | 43e                        |  |              |  |                   |
| 1995 |                 |               | 98e                  | 56e            |                  | 71e             | 60e            |                            |  |              |  |                   |